# Ebal
Der Ebal (arabisch جبل عيبال, DMG Ǧabal ‘Ībāl oder Ǧabal ‘Aybāl, Hebräisch: הר עיבל Har ‘Eival) ist ein 938 m hoher Berg nordwestlich der Stadt Nablus im nördlichen Westjordanland, der antiken Region Samaria. Der Berg gehört zu der israelisch kontrollierten Zone C. Auf dem Berg befindet sich eine Militärbasis des IDF zur Überwachung von Nablus.

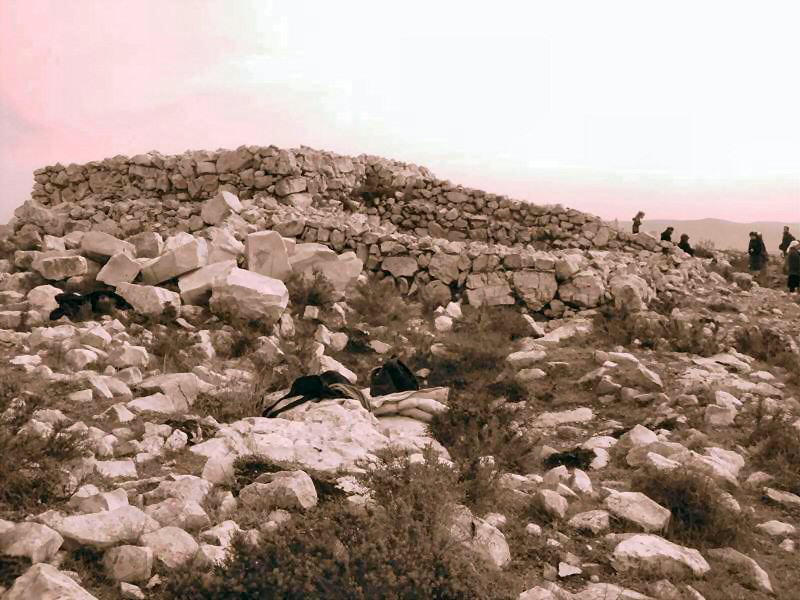
Eisenzeitliches Heiligtum el-Burnaṭ, Berg Ebal.

## Archäologie
Am Nordosthang des Ebal befindet sich bei el-Burnaṭ ein ummauerter Siedlungsplatz der Eisenzeit I in strategisch günstiger Lage. Innerhalb der Mauern wurden zwei Siedlungsschichten freigelegt.
- Ältere Phase (1240–1200 v. Chr.): ein Heiligtum bzw. eine Opferstätte und ein Vierraumhaus als Wohnung für die Priester;
- Jüngere Phase (1200–1140 v. Chr.): ein größeres Bauwerk (evtl. ein überdimensionierter Altar) mit zwei Höfen.

## Bibel
Im Alten Testament bilden die Berge Ebal und Garizim ein Paar. Hier sollte den Israeliten Fluch und Segen zugesprochen werden:
„Wenn dich nun der HERR, dein Gott, in das Land bringt, in das du kommen sollst, es einzunehmen, so sollst du den Segen sprechen lassen auf dem Berge Garizim und den Fluch auf dem Berge Ebal.“ (5. Mose 11, 29, Lutherbibel 2017)

## Samaritanische Tradition
Dem Samaritanischen Pentateuch zufolge soll nach dem Einzug ins Land der Verheißung auf dem Berg Garizim ein Altar erbaut werden, gemäß dem Masoretischen Text hingegen auf dem Ebal (Dtn 27,4 ). Die Samaritaner halten am Garizim als ihrem heiligen Berg fest. Infolgedessen betritt bis heute kein Samaritaner den Ebal.